# Ла Крете (Долина Аосте)
Ла Крете је насеље у Италији у округу Долина Аосте, региону Долина Аосте.
Према процени из 2011. у насељу је живело 238 становника. Насеље се налази на надморској висини од 673 м.